# Капіталістичні монополії в Україні
Капіталістичні монополії — великі об'єднання капіталістів, що виникли на основі високого рівня концентрації виробництва та капіталу і панували в окремих галузях промисловості в період імперіалізму. Монополістичні тенденції в Російській імперії, зокрема в Україні, з'явилися у 80-х рр. 19 ст. Проте визначальну роль в економіці капіталістичні монополії почали відігравати після економічної кризи 1900–03. Капіталістична промисловість Росії, у т. ч. України, знала майже всі форми і типи монополістичних об'єднань (союзи, конвенції, картелі, синдикати, концерни тощо). Концентрація промисловості в Росії, зокрема в Україні, була в ряді галузей вищою, ніж у країнах Західної Європи і США. В Україні особливо значною вона була у важкій промисловості. Такі акціонерні товариства, як Рутченківське, Російсько-Донецьке, Катеринославське, Франко-Російське, видобували за рік від 20 до 40 млн пудів вугілля. 1900 лише Юзівський, Дніпровський, Брянський заводи, Петровський завод (нині Єнакіївський металургійний завод), Донецько-Юр'ївський завод виплавляли майже половину чавуну, тобто понад чверть загальноросійського виробництва. Централізованою галуззю господарства України, як і Росії в цілому, були залізниці (Південна, Катерининська, Північнодонецька, Південно-Західна, Московсько-Києво-Воронезька, Любаво-Роменська).
1904 в Російській імперії діяли близько 30-ти великих капіталістичних монополій, серед яких значну питому вагу мали промислові підприємства України. Так, в Україні працювали 16 із 30-ти металургійних заводів, що входили до синдикату "Продамета". Його контори були в Катеринославі (нині м. Дніпро), Києві, Одесі, Харкові. До "Продвугілля" і "Продаруду" також входили підприємства, розміщені в Україні. Ці синдикати монопольно продавали 60–80 % продукції відповідних галузей. Синдикат "Трубопродажа", до якого входили 10 заводів, у т. ч. Нікополь-Маріупольський, луганський завод Гартмана, катеринославські "Шодуар" і "Ланге", зосередив майже 100 % збуту водопровідних, газопровідних, нафтопровідних та ін. труб. Більша частина замовлень синдикату мостобудівних заводів припадала на Брянський металургійний завод (21,2 %) і завод Рудзського (17 %) в Катеринославі, а також Миколаївський суднобудівний завод (9,6 %).
В Україні діяли також синдикати рейковий, тютюновий, цегельних заводів, солепромисловців, дріжджово-винокурний та ін. Зокрема, синдикат цукрозаводчиків (заснований 1887) об'єднував 171 завод із 219 діючих і понад 90 % загальноросійського виробництва галузі. В Україні відбувалися з'їзди гірничопромисловців Півдня Росії (скликалися з 1874), що були знаряддям монополістичних об'єднань. 1910–17 концентрація промисловості в Україні піднялася на вищий щабель. У металургії та вугільній промисловості виникли трести і концерни. Поряд із концентрацією виробництва відбувалася концентрація і централізація банківського капіталу, який, зрощуючись з промисловим капіталом, сприяв утворенню капіталістичних монополій. За прямою участю банків (Російсько-Азіатського банку, Азовсько-Донського банку, Петербурзького міжнародного банку) виникали комбіновані підприємства типу трестів. Проникнення банківського капіталу в промисловість та інші галузі економіки приводило до утворення трестів і концернів, об'єктом яких стали як збут, так і виробництво продукції ("Руссуд", "Наваль" та ін.).
Під впливом Першої світової війни і розрухи ще більше посилилися концентрація і централізація капіталів і виробництва. Дрібні й середні підприємства закривалися (з 1 березня до 1 жовтня 1917 в Росії припинили роботу 799 виробництв), великі, особливо в металургійній і металообробній промисловості, приєднували до себе споріднені чи допоміжні виробництва, перетворюючись на гігантські комбіновані підприємства. 1917 було засновано 346 нових акціонерних товариств з основним капіталом 1 млрд рублів (майже втричі більше, ніж 1916). Капіталістичні монополії були ліквідовані в результаті встановлення радянської влади та в ході націоналізації промисловості і банків 1917–18.